# Meriania brittoniana
Meriania brittoniana är en tvåhjärtbladig växtart som beskrevs av John Julius Wurdack. Meriania brittoniana ingår i släktet Meriania och familjen Melastomataceae. Inga underarter finns listade i Catalogue of Life.